# Саньмін
Саньмін (кит. спр. 三明市, піньїнь: Sānmíng Shì) — місто-округ в південнокитайській провінції Фуцзянь.

## Географія
Округа Саньмін розташовується у центрально-західній частині провінції.

### Клімат
Місто знаходиться у зоні, котра характеризується вологим субтропічним кліматом. Найтепліший місяць — липень із середньою температурою 28.3 °C (82.9 °F). Найхолодніший місяць — січень, із середньою температурою 9.3 °С (48.7 °F).
| Клімат Саньміна         | Клімат Саньміна | Клімат Саньміна | Клімат Саньміна | Клімат Саньміна | Клімат Саньміна | Клімат Саньміна | Клімат Саньміна | Клімат Саньміна | Клімат Саньміна | Клімат Саньміна | Клімат Саньміна | Клімат Саньміна | Клімат Саньміна |
| Показник                | Січ.            | Лют.            | Бер.            | Квіт.           | Трав.           | Черв.           | Лип.            | Серп.           | Вер.            | Жовт.           | Лист.           | Груд.           | Рік             |
| Середня температура, °C | 9,3             | 10,9            | 14,7            | 19,4            | 23,1            | 25,5            | 28,3            | 27,7            | 25,2            | 20,8            | 15,5            | 10,8            | 19,3            |
| Норма опадів, мм        | 59.8            | 98              | 178.9           | 207             | 274.2           | 283.2           | 120.5           | 149.3           | 122             | 71.4            | 51.4            | 41.9            | 1657.6          |
| Днів з опадами          | 11,6            | 13,8            | 17              | 18,5            | 19,6            | 18,4            | 11,5            | 13,8            | 10,7            | 8,3             | 8,5             | 10,5            | 162,2           |
| Вологість повітря, %    | 77.5            | 80.5            | 81.2            | 80.5            | 81.6            | 81.8            | 75.7            | 76.9            | 78.5            | 77              | 78.6            | 77.8            | 79              |
| ----------------------- | --------------- | --------------- | --------------- | --------------- | --------------- | --------------- | --------------- | --------------- | --------------- | --------------- | --------------- | --------------- | --------------- |
| Джерело: Weatherbase    |                 |                 |                 |                 |                 |                 |                 |                 |                 |                 |                 |                 |                 |

## Адміністративний устрій
До складу префектури входять 1 міський район, 1 місто і 9 повітів.
| Карта                                                                   | Карта    | Карта    | Карта            |
| ----------------------------------------------------------------------- | -------- | -------- | ---------------- |
| Цзяньнін Тайнін Цзянле Нінхуа Мінсі Ша Цінлю Саньюань Юсі Юн'ань Датянь |          |          |                  |
| Статус                                                                  | Назва    | Оригінал | Населення (2020) |
| Міський район                                                           | Мейлє    | 梅列区   | 220 115          |
| Міський район                                                           | Саньюань | 三元区   | 187 936          |
| Місто                                                                   | Юн'ань   | 永安市   | 344 793          |
| Повіт                                                                   | Датянь   | 大田县   | 299 513          |
| Повіт                                                                   | Мінсі    | 明溪县   | 98 930           |
| Повіт                                                                   | Нінхуа   | 宁化县   | 261 579          |
| Повіт                                                                   | Тайнін   | 泰宁县   | 104 071          |
| Повіт                                                                   | Цзянле   | 将乐县   | 144 943          |
| Повіт                                                                   | Цзяньнін | 建宁县   | 114 400          |
| Повіт                                                                   | Цінлю    | 清流县   | 118 029          |
| Повіт                                                                   | Ша       | 沙县     | 250 503          |
| Повіт                                                                   | Юсі      | 尤溪县   | 341 638          |